# 英国无敌舰队
英国无敌舰队（英語：English Armada）或稱德雷克-諾里斯遠征、反無敵艦隊，是英国于16世纪后期组建的海上舰队。继英国打败西班牙无敌舰队后，英国女王伊丽莎白一世于1589年派出该舰队袭击西班牙。

## 背景
1588年西班牙国王腓力二世组建并派出西班牙无敌舰队进攻英国，但遭遇失败。1589年英国女王伊丽莎白一世派出英国无敌舰队反击西班牙。

## 舰队组成及战斗
舰队由约150艘船只组成，其中包括6艘皇家加利恩帆船、60艘英国武装商船、60艘荷兰飞船和20艘全帆装船。舰队由海军上将德瑞克爵士和将军诺里斯爵士率领。除了士兵之外，随队人员还包括约4000名水手和1500名军官和探险者。
舰队在拉科魯尼亞之围中战败，并未能成功煽动葡萄牙人对腓力二世的起义。

## 影响
德瑞克爵士于1596年因为负伤和痢疾身亡。西班牙的胜利标志着腓力二世海军实力的复兴。